# Salas (parroquia)
Salas es un parroquia asturiana del concejo homónimo, en el norte de España y una villa de dicha parroquia. La villa de Salas es así mismo la capital del concejo, estando situada a una altitud de 240 m.
La parroquia alberga una población de 1 444 habitantes (INE 2021), y ocupa una extensión de 6,86 km², limitando al norte con las parroquias de Ardesaldo y Priero, al sur con Godán, al este con Villamar y al oeste con la de Aciana.

## Poblaciones
Según el nomenclátor de 2021 la parroquia de Salas comprende las poblaciones de:
- Mallecín (Maecín en asturiano y oficialmente) (lugar): 33 habitantes.
- Salas (villa): 1 386 habitantes.
- San Martín (Samartín): 25 habitantes.